# Shawmut Motor Company
Shawmut Motor Company war ein US-amerikanischer Hersteller von Automobilen.

## Unternehmensgeschichte
Das Unternehmen wurde 1905 in Stoneham in Massachusetts gegründet. Das Werk der Phelps Motor Vehicle Company wurde bezogen. Elliot Lee war Präsident. 1906 begann die Produktion von Automobilen. Der Markenname lautete Shawmut. Im November 1908 zerstörte ein Feuer das Werk sowie zehn fertige und weitere teilmontierte Fahrzeuge. Damit endete die Produktion. Geplante Umzüge nach South Boston oder Fitchburg scheiterten.
1909 wurde noch ein Fahrzeug bei einem Autorennen eingesetzt. Es führte von New York City nach Seattle. Das Fahrzeug erzielte den zweiten Platz. Arthur Pettengill und Robert Messer waren die offiziellen Fahrer. Earle Chapin begleitete sie.

## Fahrzeuge
Alle Fahrzeuge hatten einen Vierzylindermotor. 120,65 mm Bohrung und 139,7 mm Hub ergaben 6388 cm³ Hubraum. Der Motor leistete 40 PS. Er trieb über ein Vierganggetriebe und eine Kardanwelle die Hinterachse an.
Beim Model A hatte das Fahrgestell 300 cm Radstand. Es war als Roadster karosseriert.
Das Model B mit 284 cm Radstand war ein offener Tourenwagen.
Model C als Limousine und Model D als Landaulet hatten einheitlich 320 cm Radstand.

## Modellübersicht
| Jahr      | Modell  | Zylinder | Leistung (PS) | Radstand (cm) | Aufbau      |
| --------- | ------- | -------- | ------------- | ------------- | ----------- |
| 1906–1908 | Model A | 4        | 40            | 300           | Roadster    |
| 1906–1908 | Model B | 4        | 40            | 284           | Tourenwagen |
| 1906–1908 | Model C | 4        | 40            | 320           | Limousine   |
| 1906–1908 | Model D | 4        | 40            | 320           | Landaulet   |